# Dysodia vitrina
Dysodia vitrina är en fjärilsart som beskrevs av Jean Baptiste Boisduval 1829. Dysodia vitrina ingår i släktet Dysodia och familjen Thyrididae. Inga underarter finns listade i Catalogue of Life.